# بایا فورموزا
بایا فورموزا (به پرتغالی: Baía Formosa) یکی از شهرستان های برزیل است که در ریو گرانده شمالی واقع شده‌است.

## خصوصیات
بایا فورموزا ۲۴۵٫۵۱۰ کیلومترمربع مساحت و ۸٬۷۲۶ نفر جمعیت دارد.